# Provincia di Chumphon
La provincia di Chumphon  si trova in Thailandia, nella regione della Thailandia del Sud. Si estende per 6.009 km², ha 446.206 abitanti, con una densità di popolazione di 81,62 ab/km². Il capoluogo è il distretto di Mueang Chumphon. La città principale è Chumphon.

## Geografia antropica

### Suddivisioni amministrative

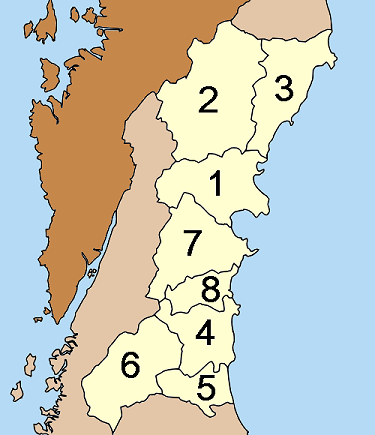
Mappa degli Amphoe

La provincia è suddivisa in 8 distretti (amphoe). Questi a loro volta sono suddivisi in 70 sottodistretti (tambon) e 674 villaggi (muban).
| 1. Mueang Chumphon 2. Tha Sae 3. Pathio 4. Lang Suan | 1. Lamae 2. Phato 3. Sawi 4. Thung Tako |